# Pšovka u Mělníka
Pšovka (zastarale Šopka) je součást města Mělník jako ZSJ Pšovka I a Pšovka II. Vlévá se zde říčka Pšovka do Labe.

## Historie

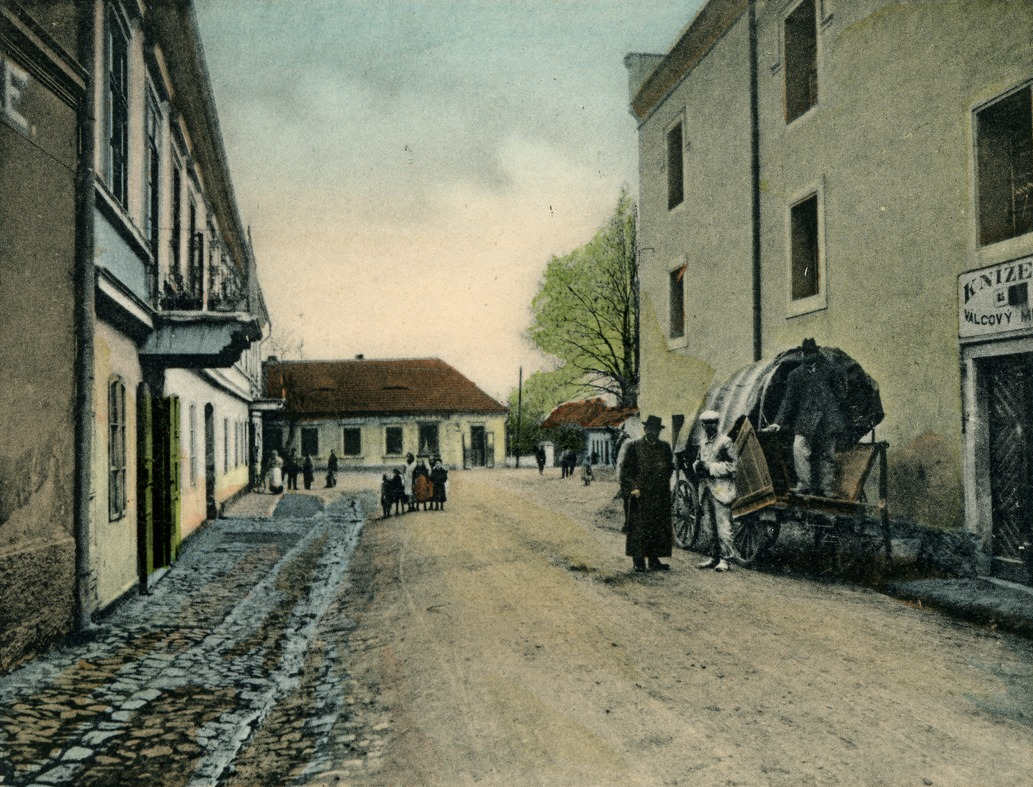
Šopka (Pšovka), historická pohlednice 1903

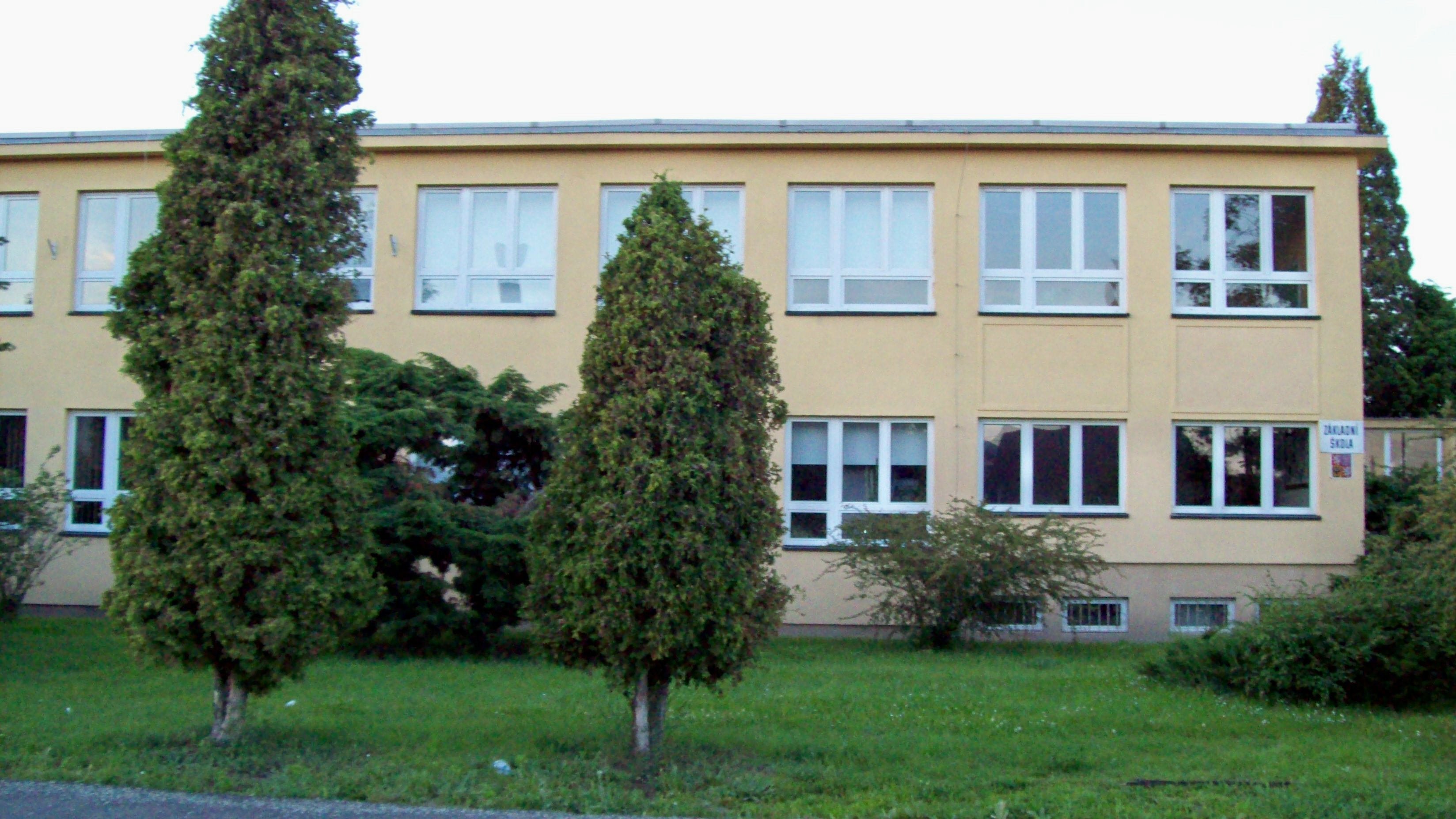
Základní škola Mělník-Pšovka, druhý stupeň

Podle říčky Pšovka, která tudy protéká, se měl jmenovat nejstarší mělnický hrad Pšov, lid zde žijící Pšované. Ves ležící na místě dnešní Pšovky se v minulosti nazývala Šopka (Schopka). Ves, poprvé zmíněná v roce 1372, vznikala pro zajištění potřeb augustiniánského kláštera. Ten v okolí založil chmelnice, vinice, mlýny, pivovar i labský přístav.
Od roku 1876 zde vyráběl Josef Čížek košíky, které vystavoval roku 1891 na Všeobecné zemské výstavě v Praze. Po vzniku první republiky založil továrnu na výrobu košíkářského zboží a dětských kočárků. V roce 1931 mu hrozil konkurs a nakonec provedl soudní vyrovnání. Firmu pak vedla Ludmila Čížková, která vyráběla dětské kočárky „Elastic“. V roce 1948 byla továrna znárodněna a přiřazena k národnímu podniku Radovan se sídlem v Mělníce, později pod národní podnik Liberta a nakonec Továrny dětských vozidel Mělník.
Částí Mělníka se Pšovka stala v roce 1923. Vyráběly se zde i lodě pro říční dopravu.

## Pamětihodnosti
- Klášter augustiniánů s kostelem sv. Vavřince. Klášter byl založen roku 1268 a zrušen roku 1789. Kostel byl v průběhu časů několikrát vypleněn (roku 1421 či 1611). Nynější podoba je po jedné z přestaveb barokní. Na výzdobě oltáře se podílel Karel Škréta. V roce 2002 byl kostel postižen povodní. Poté následovala oprava, jež odkryla prvky z počátků jeho fungování.[6]
- Z kláštera pochází tzv. Votivní obraz ze Šopky žáka Lukase Cranacha staršího, nyní umístěn v Galerii a muzeu litoměřické diecéze.
- Vodní mlýn č.p. 1115/5

## Osobnosti
- V Pšovce se narodil básník a prozaik Viktor Dyk (1877–1931)
- Ve zdejší škole působili mj. Anton Lanz, Antonín Chaloupecký či Prokop Nešvera.[zdroj?]

## Ostatní
- Nachází se zde Divadlo Novanta.[7]